# Pete Tyler
Pete Tyler es un personaje de ficción de la serie británica de ciencia ficción Doctor Who, interpretado por Shaun Dingwall. Es el padre de la acompañante del Doctor Rose Tyler (Billie Piper). Su primera aparición es en el episodio El día del padre. El escritor Paul Cornell incorporó características de su propio padre mientras escribía a Pete. Este episodio revela que Pete murió cuando Rose era un bebé, y aunque ella intenta cambiar el pasado, tanto ella como Pete al final se dan cuenta de que por el bien de la humanidad, él debe morir. Rose después tomará ejemplo de su padre en tiempo de necesidad.
Aunque muerto en el universo de Rose, en la temporada de 2006 se introdujo una versión de Pete de un universo paralelo que, a diferencia del original, es rico y con éxito. Mientras lucha contra los Cybermen, Pete pierde a su mujer, la Jackie Tyler de su propio universo, y además se resiste a aceptar que Rose es su hija en otro universo. Esta versión de Pete regresa en el episodio final en el que llega para ayudar a su familia paralela, y al final regresa al universo paralelo con ellos. Se queda con la Jackie Tyler del Pete original y acepta a Rose como hija adoptiva.

## Historia del personaje
El episodio de 2005 El día del padre en el que se presenta al personaje, también establece la historia de Pete; su hija Rose dice que murió el 7 de noviembre de 1987 cuando ella era sólo un bebé. En escenas de flashback, Jackie (Camille Coduri) le habla a Rose de pequeña (Julia Joyce) de que fue un buen padre y marido y que murió solo. En el presente, Rose le pide al Noveno Doctor (Christopher Eccleston) que la lleve atrás en el tiempo para que pueda ver su muerte y confortarle. Cuando se encuentra con la realidad de lo que está viendo, Rose impulsivamente sale corriendo y salva a Pete del atropello, cambiando la historia y provocando una paradoja. Así, aparecen unas bestias que comienzan a "esterilizar" la herida en el tiempo consumiendo todo a la vista. Al final, Pete se da cuenta de que Rose es su hija y que los cuentos de su infancia con él eran mentiras para encubrir el hecho de que él debería estar muerto. Pete elige sacrificarse poniéndose deliberadamente delante del coche que debería haberle matado, salvando así a aquellos que las bestias consumieron y restaurando la historia. Esta vez, Rose le toma de la mano mientras agoniza para que no muera solo. Rose recuerda esta experiencia de conocer a Pete y estar allí cuando él murió para asegurarse la ayuda de Jackie en el final de la primera temporada, en El momento de la despedida.
Una versión de Pete en un universo paralelo (interpretado de nuevo por Dingwall) aparece en cuatro episodios de la temporada 2006. En este universo, Pete está vivo, y se ha hecho rico por sus ideas locas. Sin embargo, a pesar de la fachada pública que mantienen, Jackie y él están separados de hecho y no han tenido hijos. Asistiendo al 40 cumpleaños de Jackie, Pete es testigo del primer asalto de los Cybermen. Aunque sospechan que sea uno de los secuaces del villano John Lumic, Pete es en realidad un topo que ha estado enviando en secreto información sobre los tratos de Lumic en un canal privado. Junto con Rose, que había decidido conocer a sus padres paralelos tras llegar al universo paralelo, accede a infiltrarse en la fábrica Cybermen, y le horroriza descubrir que Jackie ha sido convertida en Cyberman. En el epílogo del episodio, Rose intenta hablarle a Pete de sus orígenes, pero no logra asimilar esta información y huye para enfrentarse a las consecuencias del ataque Cyberman. En el final de la serie, en El día del Juicio Final, Pete, junto con Mickey Smith (Noel Clarke) y Jake Simmonds (Andrew Hayden Smith) logra llegar al universo del Doctor para ayudar a derrotar a los Cybermen. Durante la batalla, le presentan a la Jackie del universo de Rose y se da cuenta de que aún tiene sentimientos hacia ella. Cuando los muros entre universos quedan sellados, Pete y Jackie son enviados al universo paralelo por seguridad. Después regresará para salvar a Rose de caer en el Vacío. En el epílogo, se cuenta que Jacki está embarazada de un hijo suyo. El personaje de Pete no vuelve a aparecer en pantalla en el final de la cuarta temporada, pero se menciona que ha estado cuidando del hijo de ambos, Tony.

## Desarrollo
Simon Pegg, intérprete del Editor en Una jugada larga, era el candidato para interpretar a Pete antes de tener que rechazar el trabajo. Paul Cornell, autor del episodio El día del padre, dijo que basó el personaje de Pete en su propio padre, que intentó muchos trabajos, uno de los cuales, como Pete, vender bebidas saludables. En el episodio, cuando asume su responsabilidad por la destructiva paradoja temporal, Pete le dice a Rose "Soy tu padre, es mi tarea que la culpa sea mía". Esta línea la tomó de algo que Cornell le dijo una vez a él. Un objeto de discusión entre el equipo de producción fue sobre quién rescataría a Rose de caer en el Vacío en el final de la segunda temporada en El Juicio Final. Russell T Davies y Julie Gardner querían que la rescatara Pete, mientras Noel Clarke y Phil Collinson querían que fuera Mickey. Finalmente la tarea recayó en Pete, para enfatizar el hecho de que había aceptado a Rose como hija adoptiva.

## Recepción
La revista SFX pensó que Shaun Dingwall era el "eje central" del episodio El día del padre y opinó que "da una de las mejores interpretaciones de la temporada". La revista pensó que "era inevitable que la imagen idealizada que Rose tenía de su padre fuera muy diferente de la realidad", pero elogió al equipo de producción "por no convertirle en un auténtico mierda como pudieron haber hecho". A pesar de sus defectos, SFX concluyó que Pete era "aún inmensamente agradable". Mark Braxton de Radio Times también alabó la interpretación "increíblemente buena" de Dingwall y dijo que esto ayudó a distanciar a Pete de ser un simple "Del Boy de bajo presupuesto". En su libro Who is the Doctor, Graeme Burk reaccionó negativamente hacia el Pete de La ascensión de los Cybermen y La edad del acero, pensando que los guionistas habían "destruido todas las sutilezas que nos habían hecho adorarle en El día del padre".